# La Briqueterie
Pour les articles homonymes, voir Briqueterie.
Résidence
La Briqueterie est un lieu français de production, de création et de diffusion d'œuvres chorégraphiques situé à Vitry-sur-Seine dans le département du Val-de-Marne et en région Île-de-France. Elle est labellisée centre de développement chorégraphique national (CDCN) par le Ministère de la Culture. 
La Briqueterie organise la Biennale de Danse du Val-de-Marne un printemps sur deux, et le temps fort Excentriques chaque automne.

## Historique

### La Biennale Nationale de Danse du Val-de-Marne
Après un premier festival en 1979, organisé avec le conseil municipal de Vitry-sur-Seine et le théâtre Jean-Vilar de Vitry-sur-Seine, Michel Caserta et Lorrina Niclas, respectivement chorégraphe-directeur et administratrice de l'Ensemble Chorégraphique de Vitry-sur-Seine, convainquent Michel Germa, président du Conseil général du Val-de-Marne, d'organiser une manifestation alliant création chorégraphique, représentations de spectacles et formation en danse. La première Biennale Nationale de Danse du Val-de-Marne se tient du 15 mai au 6 juin 1981 dans 17 villes partenaires du département, accueillant 18 compagnies venues de toute la France.
Édition après édition, la Biennale devient un lieu national de réflexion professionnel et artistique de la danse.

### La Briqueterie - Centre de Développement Chorégraphique[5]
Au début des années 2000, Michel Caserta souhaite donner à la Biennale un outil de production pour soutenir le travail de diffusion des œuvres chorégraphiques de la Biennale. En 2003, le Conseil Général du Val-de-Marne, qui soutient cette initiative, acquiert la briqueterie de Gournay (d), bâtiment industriel désaffecté datant de 1868, dans le nord de Vitry-sur-Seine. Le concours d'architecture lancé en 2005 pour la création d'un lieu entièrement consacré à la danse est remporté par l'agence d'architecture Philippe Prost. Les travaux de transformation débutent en 2009.
En 2010, Daniel Favier succède à Michel Caserta à la direction de la Biennale. Il entreprend de développer l'implantation du lieu dans son territoire, et sa visibilité locale, nationale et internationale. En 2011, l'association de la Biennale Nationale de danse du Val-de-Marne devient La Briqueterie – Centre de Développement Chorégraphique du Val-de-Marne.
Le 20 mars 2013, la Briqueterie est inaugurée lors d'une soirée orchestrée par les chorégraphes Brigitte Seth et Roser Montlló Guberna. 
En 2017, le ministère de la Culture lui confirme son label de Centre de développement chorégraphique national (CDCN).
En janvier 2020, Sandra Neuveut succède à Daniel Favier à la direction de la Briqueterie CDCN. 
A l'automne 2021, la plateforme professionnelle des Plateaux est remplacée par un rendez-vous grand public, Excentriques.
Soutenue par le Conseil Départemental du Val-de-Marne, la direction régionale des Affaires culturelles Île-de-France, la région Île-de-France et la ville de Vitry-sur-Seine, la Briqueterie fait partie des réseaux nationaux et européens comme Aerowaves, European Dancehouse Network, Informal European Theater Meeting et Arviva (Arts Vivants), Arts Durables.

## Activités[10]
L'activité de la Briqueterie relève des missions des centres de développement chorégraphique nationaux,.

### Soutien à la création artistique
La Briqueterie CDCN encourage la création chorégraphique et l'émergence artistique par plusieurs actions :
- l'accueil en résidence de création des chorégraphes et danseurs français et internationaux, dans les trois studios de la Briqueterie ;
- la production et coproduction des œuvres chorégraphiques ;
- l'accompagnement professionnel des artistes.

### Diffusion des œuvres chorégraphiques
La diffusion des œuvres a lieu lors de deux rendez-vous : 
- la Biennale de danse du Val-de-Marne, festival se tenant dans une vingtaine de lieux partenaires dans tout le département du Val-de-Marne et en Île-de-France, ayant lieu les années impaires depuis 1981 ;
- Excentriques, temps fort consacré à la création expérimentale, se déroulant à la Briqueterie CDCN, ayant lieu chaque automne depuis 2021.

### Développement des publics
La Briqueterie propose différents outils de médiation et sensibilisation pour élargir la culture chorégraphique du grand public : ateliers de pratique artistique professionnels et amateurs, conférences illustrées, applications en ligne, rencontres avec les artistes, représentations scolaires, actions culturelles.
La Briqueterie développe également un pôle ressources Danse et soin.

### Publications
Depuis 2003, la Briqueterie édite la revue Repères – cahier de danse, semestriel de 32 pages consacrées au travail des danseurs, constitué d'entretiens, d'analyses d'œuvres et d'ateliers, d'études historiques, sociologiques, pédagogiques.
En 2019, pour célébrer les 40 ans de la Biennale de danse du Val-de-Marne, la Briqueterie commande au photographe Laurent Philippe et la critique Irène Filiberti un livre anniversaire, édité par les nouvelles éditions Scala.

### Vidéo-danse
Depuis 2018, la Briqueterie est associée au Festival international de vidéo-danse de Bourgogne afin de soutenir la création de films de danse. Ils créent ensemble une résidence de création, sur appel à projets.
Les premiers lauréats sont :
- 2018-2019 : Elisa Turco Liveri et Salvatore Insana, pour le film Aporia ;
- 2019-2020 : Chang Ching-Ju et Wu Jia-Jing, pour le film 0 1 D0 ;
- 2020-2021 : Zoë Schreckenberg, pour le film TRIEB.

### Artistes et créations
Depuis 2013, la Briqueterie CDCN a accompagné de nombreux artistes du champ chorégraphique français et international.
Par ailleurs, la Briqueterie CDCN accueille depuis 2016 des artistes associés, auxquels elle propose un accompagnement plus long, pour soutenir le développement de leur carrière :
- 2016-2017 : Maud Le Pladec ;
- 2017-2020 : Christian Ubl ;
- 2021-2023 : Volmir Cordeiro et Nadia Beugré.

## Le lieu
Le bâtiment actuel est construit en 1868 sur le domaine du château de Gournay, et abrite une briqueterie qui participe activement à la construction du bâti résidentiel parisien en exploitant le sol argileux de la région. L'usine, qui emploie jusqu'à 80 ouvriers en 1926, restera active jusqu'en 1966, avant d'être transformée en atelier mécanique par la société Mécalix, puis abandonnée. Situé au nord de la ville de Vitry-sur-Seine, à proximité d'Ivry-sur-Seine et de Villejuif, le site est racheté par le Conseil Général du Val-de-Marne en 2003 pour y abriter le futur centre de développement chorégraphique.
En 2005, l'agence Philippe Prost remporte le concours d'architecture de la transformation du site. Conservant le corps principal et l'imposante cheminée en brique rouge, il modifie profondément l'intérieur du bâtiment, agrandit les ouvertures et crée une nouvelle aile pour abriter une salle de spectacles, privilégiant le verre et l'acier, et les matériaux naturels. 
La Briqueterie dispose aujourd'hui d'un vaste espace d'accueil abritant la billetterie et le bar, au rez-de-chaussée, et de trois studios (120 m2, 170 m2 et 230 m2) au premier étage, ainsi que d'un studio-scène (300 m2) d'une capacité d'accueil de 172 places assises. Le bâtiment s'ouvre à l'avant sur un théâtre en plein air de 110 places assises, et à l'arrière sur un jardin paysager.